# Metopius lugubris
Metopius lugubris är en stekelart som beskrevs av Tosquinet 1896. Metopius lugubris ingår i släktet Metopius och familjen brokparasitsteklar. Inga underarter finns listade i Catalogue of Life.